# Coumaphos
Le coumaphos est un thiophosphate non volatile et soluble dans les corps gras. 
Il se présente sous la forme de cristaux brunâtres à l'odeur légèrement sulfureuse. 
Il est interdit en France.

## Utilisation
Utilisé pour ses propriétés insecticides et acaricides, il agit par inhibition de la cholinestérase. Il sert sous forme de douche ou de savon pour éviter aux animaux de ferme et domestiques d'être infestés de tiques, de mites ou puces. 
Il est également utilisé, par exemple aux États-Unis, pour limiter le développement de Varroa destructor dans les colonies d'abeilles mellifères, bien qu'il perde de son efficacité dans cette indication en raison de l'apparition de résistances chez les parasites. De plus, on connaît de mieux en mieux la toxicité résiduelle de ce composé pour les abeilles elles-mêmes : il a été lié à l'apparition de problèmes neurologiques, d'une surmortalité, et peut être un facteur du syndrome d'effondrement des colonies.
En Australie, son approbation pour l'usage vétérinaire domestique a été annulée par l'autorité australienne des pesticides et des médicaments vétérinaires en juin 2004, après que le fabricant s'est montré incapable de prouver qu'il était sans danger pour les animaux de compagnie.
Il est classé comme une substance extrêmement dangereuse aux États-Unis par la Section 302 du Emergency Planning and Community Right-to-know Act (42 U. S. C. 11002), et il est soumis à de strictes exigences de contrôle et de suivi par les installations qui le produisent, le stockent, ou l'utilisent en grandes quantités.